# Brahorn
Brahorn is een Nederlands werktuigen- en tractormerk. Het bedrijf is opgericht in 2008 in Veenendaal. De productie van de tractoren en werktuigen gebeurt voornamelijk in China, onder andere bij YTO. Brahorn richt zich met zijn huidige productgamma vooral op hobbyboeren, maneges, campings etc.
Brahorn tractoren en werktuigen worden geleverd in een meloengeel/mosgrijze kleurstelling.
De naam Brahorn is tevens een koeienras, dat een kruising is tussen een Brahman stier en een Shorthorn koe.